# 김용환 (1887년)
김용환(金龍煥, 1887년 ~ 1946년)은 한국의 독립운동가이다.

## 생애

### 독립운동
의성 김씨 학봉파의 후손으로, 학봉 김성일의 13대 종손으로 태어났다. 유년시절 할아버지의 사촌이자 의병장이었던 김흥락(金興洛)이 일본군에게 사망한 모습을 목격한 후 항일의 뜻을 품었다.
1908년 의병장 이강년, 1911년 김상태 의진등에서 의병활동을 하면서 한편으로 독립군 기지 개척을 위해 도만(渡滿)한 독립운동자들과 연결되어 거액의 군자금을 제공하였다가, 이 일로 인하여 일경에 세 번이나 체포되어 고초를 치르기도 했다.
3·1 운동 이후에는 의용단에서 서기를 역임해 활동하였다. 부호를 대상으로 군자금 모집 활동을 벌였으며, 1922년에 다시 일제에 체포되었다. 한편 그가 지원한 군자금은 현재 시가로 환산하면 300억원이라고 한다. 그는 독립운동을 숨기기 위해 도박으로 종가 재산을 모두 날린 노름꾼 행세를 하였다. 이 때문에 파락호로 불리었다.

## 사후
- 1995년 대한민국 정부로부터 건국훈장 애족장이 추서되었다.[2]
- 김용환의 외동딸인 김후웅 여사는 부친에게 건국훈장이 추서된 1995년에 "우리 아배 참봉 나으리"라는 서간문을 남겼다.[3]

우리 아베 참봉 나으리
한 많은 우리 아베 참봉 나으리, 나라 찾아 광복한지 50주년 되었다고 온 나라 안팎이 경사 잔치 벌였는데 지하에 누워계신 아베요! “경사스러운 이 소식 진작 들어 아시는지요?"
종길 형제들이 한 많은 우리 아베 생시 이력 아는 이 없다면서 혼미한 정신 수습키도 어려운 못난 여식 팔십 노구 고모에게 수 삼차 조르더니 어느새 을해년 광복절 날 의병대장 고조부님 서산할베와 우리 아베 참봉 나으리 광복 50주신 기념식에 조손분이 한 날 한 시에 한 집에서 건국훈장 애족장을 한꺼번에 수상하니 세상에 이런 경사 어느 집이 누렸던고 어느 누가 받았던고.
우리 선조 학봉할베, 임난 시 진중에서 독전 중에 순국하고, 조부님 서산할배 민비 시해 단발령에 의분을 못참아서 의병대장 수임하여 그로 인한 문중 수난 아베는 보셨기에 우리 아베 하는 말씀, ”철천지 원수놈들! 오매불망 왜놈들아!" 내 나이 어릴 적 기미년 정월달에 고종께서 붕어하여 국상을 당해서는 우리 마을 솟대거리 큰길에다 명석 펴고 초석 깔아 제상 위에 물 떠 놓고 우리 마을 일가 어른 하나 같이 모두 모여 통곡하고 분노하네.
그러시다 우리 아베 집으로 들어와서 무명베 바지저고리에 두루마기 입으시고 석발 길이 틀어 기운 무명베 견대에다 어메는 돈을 넣고 아베는 터지도록 발로 밟네.
처음 보는 1원 지폐 어디서 나왔는고 몇 천원인가 몇 만원인가 놀랍고도 무섭더라. 여장 꾸려 마답에서 검은 말과 붉은 말 말 두필을 몰아내어 마부 수복이와 춘백이를 대령시켜 견대는 말 안장 밑에 넣어 억지로 묶어 싣고 아베는 적토마에 높이 타고 춘백이는 검은 말을 그냥 몰고 나가면서 큰어메에겐 병내시지 마시라며 돈 몇 냥 드리고서 고기 사서 잡수시라 하시는데 나중에 들어보니 춘백이 검은 말은 석정할베 (김원식 金元植 건국훈장 독립장) 탔다 하네.
그 후로 해가 바뀌고 일 년이 지났어도 행방도 소식도 알 길이 없이 지내던 중 다음해 겨울인데 하인들이 전하기를, 나으리께서 가마바탕 준비하여 안동으로 나오라고 기별 왔다 하면서 사랑방에 군불 넣고 가족 친지 온 문중이 노심초사 기다린즉, 안방에 들어와서 앉지도 않으시고 잠시 서서 문안하고 사랑에 나가시네.
그 후로 부터는 훌쩍 집을 나서시면 몇 달이고 소식 없어 돌아오시지 않는데 왜놈 순사들은 매일 같이 찾아와 “김참봉 소식 없나?" 물어대며 감시하니 두 분 큰어메 뫼시고 하인들 뿐이니 겁나고 무섭기만 하였는데 영문은 알 수 없고 몸이 떨려 물을 수도 없더라.
어느 해인지 하인들이 하는 말이 사랑에 나으리 혼자 계시는데 밥상을 두 상 차려라 하시고 상을 든 하인을 방에 들어오지 못하게 하시면서 손수 상을 들고 가신다고 하여 이상히 여겨 사랑에 나가 본즉, 책방에 누군가 차림은 거지차림 같기에 안에 들어와 큰어메께 말한즉, 법흥 임청각의 존 고종이라 하였는데 거년에 중국 땅 만주에서 유골을 모셔다 국립묘지에 안장한 임시정부 초대 국무령 석주장 (이상룡 李相龍) 만조 어른이시네.
너무나 오래된 일들이고 뜻밖의 일들이라 아베가 하신 일 모든 것이 당시에는 가족이나 일가친척 온 문중이 이해할 수 없는 석연치 못한 일 뿐이나 나라를 찾고 나서 지금에 와서 보니 너희들이 궁금해 하는 일들인 듯하구나.
한 번은 어쩌다가 집에 계시다. 왜놈이 온다하면 하인 시켜 엽연초 말이를 가져오라 하시고선 신문지를 펴 놓고 묵묵히 엽연초만 계속 썰고 계시는데 왜놈순사가 옆에서 자꾸 뭐라고 물어도 그 엽연초를 다 썰 때까지 대꾸도 하지 않고 왜놈 순사가 계속 귀찮게 질문하면 엽연초를 순사의 얼굴에다 확 끼얹어 버리고 문 밖으로 나가시면 순사는 어이없어 그냥 돌아갔네.
아베는 왜놈 순사에게 항상 마구 대하니 무섭고 겁이 나서 아베가 집에 계시는 것이 겁만 난 것뿐이란다. 그리고 내가 여나믄 살 넘어서인데 춘파 장씨 종가 정자에다 광동학교 차려 놓고 우리 문중 청년들과 이송천 대환이 이상석 창공 오리 외칠촌 권태상 등이 학교에 다녔는데 우리 아베 세운 학교를 나는 근방에도 못 가게 하였기에 그때는 무척 섭섭하였으나 그것이 모두 젊은 사람 깨우치고 가르쳐 나중에는 아베 심부름 하는 사람으로 만든 것 같더라.
또 한 가지 나만 들은 것 같은데 해방되고 아베 편찮아 누워계실 때 서울에 계시는 구촌 되는 마누이아제(김연환 金璉煥 건국훈장 애족장)가 오셔서 “이 사람 여현이 (아베의 字) 이승만이가 자네와 나를 찾는다고 하네" 한즉 누워계시다 놀라 벌떡 몸을 일으키면서 "큰일 날 소리 한다” 하시며, “경기도 가평 가서 가만히 있으소" 하시자 아무런 대답 없이 마누이아제는 가셨는데, 그 후 지나보니 이승만은 우리나라 대통령이 된 사람인데 어찌된 영문인지 전후 사정을 알 수 없고 어째 그런 사람이 우리 아베와 마누이아제를 찾을 일이 있는지 모두가 다 비밀스럽고 아베 혼자만 아시는 일이라 모두 고인이 되어 누가 증거 할 수 없구나.
이제사 너희 형제들이 한 많은 조부님의 생시 이력이 왜놈에게 빼앗긴 나라 되찾으려고 임시정부 지원하고 군자금 모금에 가담했다니 조금은 이해가 된다마는 당시는 왜놈 등쌀에다 온 집안 문중이 종손 원망하는 원성뿐이었으니 하나뿐인 철없는 무식한 이 여식이 누구 앞에서도 떳떳이 우리 아베 변명 한 번 할 수 없었던 것이 한스럽고 후회스럽다.
그렇지만 이제사 금이야 옥이야 구슬 같은 아베 손자 종길 종필 종성이가 ”500년 문층고가, 구국명가 학봉종가“ 자랑스러운 가풍을 만천하에 밝혀내어 조선일보('95. 8. 15) 지상에다 대서특필 하였으니 장하도다 고마워라 세상에 이런 영광 또 어디 있다던가.
이 세상에 둘도 없는 동생의 댁 주실댁(한양조씨)은 이 광경 보지 않고 어디를 갔단 말고 이 광경을 누구하고 반겨볼꼬 원통하고 애석해라. 이 광경을 어찌 볼꼬 통곡 통곡. 못난 고모 칠 안에 실모하고 새 어메는 오셨으나 위로 두 분 홀로되신 생양가 두 조모님과 안식구만 네 명이네.
아베는 출타하여 사랑방은 텅 비었고 왜놈들은 호시탐탐 우리아베 찾으려고 아침저녁 찾아오고 문중 어른 모여서는 종손 파양 논의하며 연일 모여 성토 원성 끊일 날이 없는 터에 문벌 붙여 기다리니 안식구 넷이 모여 노심초사 십 육년에 세 어른 차례 없이 세상 뜨니, 무슨 경황 있었겠나.
그력저력 나이차서 십 육세에 시집가니 청송 마평 서씨 문에 혼인은 하였으나 신행 날 받았어도 갈 수 없는 딱한 사정, 시댁에서 신행 때 농 사오라 맡긴 돈 그 돈마져 가져가서 독립자금 보탰는지, 우리 아베 기다리며 몇 차레 물리다가 큰어메 쓰던 헌농 신행발에 싣고 가니 주위에서 쑥덕쑥덕, 그로부터 시집살이 주눅들어 안절부절 끝내는 어느 무당이 귀신 붙어 왔다하며 강변 빈터 꺼내다가 부수어 불태우니 오동나무 삼층장이 불길은 왜 그리도 높던지 새색시 오만 간장 그 광경 어떠할꼬.
이 모든 것 우리 아베 원망하며 별난 시집 사느라고 오만 간장 녹였더니 오늘에야 알고 보니 이 모든 것 저 모든 것 독립자금 모금 위해 그 많던 천석 재산 다 바쳐도 모자라서 하나뿐인 외동딸 시댁에서 보낸 농값 그것마저 다 바쳤구나.
을유년 8월 15일에 해방을 맞이하여 삼천리 금수강산 내 나라를 찾았어도 우리 아베 지난 이력 자랑 한 번 아니하매 영문을 알지 못해 팔십 평생 살다보니 이런 영광 보는구나. 그러면 그렇지 우리 집이 어떤 집인데 우리 선조 학봉할베 의병대장 서산할베 왜놈이면 원수인데 왜놈에게 나라 뺏겨 우리나라 되찾는데 천석인들 아까우랴 만석인들 아까우랴 높은 뜻 알고 나면 어느 누가 원망하랴.
팔 척 장신 호안에다 안하무인 높은 기개 그 큰 뜻 아는 이 아무도 없고 알릴 데 없었으니 오죽 답답하셨으면 왜놈 순사 나타나서 "당신 누구요?" 하며 불심검문 당하며는 양팔을 크게 별려 "빨래 걸이요." 할라 치면, 외관은 멀쩡하니 정신병자 아니면 항거의 의사표시 분명한데, 이런 일이 있고나서 검제 학봉종손 우리아베 정신이 돌아서 미치광이라는 소문마저 있었으니 말도 많아 정말로 말도 많고 억측도 많던거라.
이만 대충 정신없어 두서없이 한 많은 우리 아베 너희 조부님에 대한 이력 눈물로 적어본다. 자랑스런 우리 아베 학봉종손 참봉 나으리!
- 을해년(1995) 광복절 불효 여식 -

## 같이 보기
- 파락호